# Sibylla af Sachsen-Coburg og Gotha
Hendes Kongelige Højhed Prinsesse Sibylla af Sachsen-Coburg og Gotha (Sibylla Calma Marie Alice Bathildis Feodora; født 18. januar 1908 i Gotha, Tyskland, død 28. november 1972 i Stockholm) var en tyskfødt prinsesse af Sachsen-Coburg og Gotha, der var medlem af den svenske kongefamilie fra 1932 til 1972 som ægtefælle til Arveprins Gustav Adolf af Sverige.
Hun var datter af den sidste regerende hertug af Sachsen-Coburg og Gotha, Carl Eduard. Hun blev gift med Arveprins Gustav Adolf af Sverige i 1932 og havde dermed udsigt til på et tidspunkt at blive dronning af Sverige. Men da hendes mand omkom i et flystyrt i 1947, og han døde før både sin far og bedstefar, blev hun hverken dronning eller kronprinsesse. Efter at dronning Louise døde i 1965 overtog prinsesse Sibylla dog den uofficielle position som rigets førstedame med mange repræsentative opgaver, da Sverige var uden en dronning, og hun var kronprinsens mor.
Prinsesse Sibylla er mor til Sveriges nuværende konge Carl 16. Gustaf.

## Biografi

### Tidlige liv
Prinsesse Sibylla blev født den 18. januar 1908 på Schloss Friedenstein i byen Gotha, den ene af de to hovedstæder i dobbelthertugdømmet Sachsen-Coburg og Gotha i den centrale del af det Tyske Kejserrige. Hun var det andet barn og den ældste datter af hertug Carl Eduard af Sachsen-Coburg og Gotha og hans hustru, prinsesse Viktoria Adelheid af Slesvig-Holsten-Sønderborg-Glücksborg. Fra fødslen havde hun titel og prædikat af Hendes Højhed Prinsesse Sibylla af Sachsen-Coburg og Gotha, hertuginde af Sachsen, prinsesse af Storbritannien og Irland.
Prinsesse Sibyllas far var oprindeligt en britisk prins, der var født som posthum søn af Dronning Victoria af Storbritanniens yngste søn, Prins Leopold, Hertug af Albany. I 1899 døde hans farbror Hertug Alfred af Sachsen-Coburg og Gothas eneste søn, Arveprins Alfred, og det var derfor nødvendigt at fastlægge tronfølgen i den britiske kongefamilies tyske hjemstat Sachsen-Coburg og Gotha på ny. Da Hertug Alfreds næste lillebror, Prins Arthur frasagde sig arveretten på vegne af sig selv og sin søn, Prins Arthur, overgik positionen som tronfølger på kraftig foranledning fra Dronning Victoria til Carl Eduard som eneste søn af Hertug Alfreds næste bror. Han var 15 år, da han flyttede til Tyskland, og ved Hertug Alfreds død i år 1900, efterfulgte Carl Eduard ham som hertug af Sachsen-Coburg og Gotha.
Hertug Carl Eduard blev i lighed med de øvrige tyske fyrster tvunget til at abdicere, da monarkierne blev afskaffet i Tyskland ved Novemberrevolutionen i 1918 umiddelbart før afslutningen af Første Verdenskrig, hvilket også påvirkede prinsesse Sibyllas stilling. I 1919 blev hendes far også frataget sine britiske titler som en konsekvens af Titles Deprivation Act fra 1917, som bemyndigede Storbritanniens fjender under Første Verdenskrig til at få frataget deres britiske titler. Han og hans børn mistede også deres ret til titlerne Prins og Prinsesse af Det Forenede Kongerige og prædikaterne Kongelig Højhed og Højhed.
Prinsesse Sibylla voksede op i Coburg med sine søskende Arveprins Johann Leopold, Prins Hubertus, Prinsesse Caroline-Mathilde og Prins Friedrich Josias. Børnene modtog, som det var almindeligt i aristokratiske kredse dengang, deres indledende skoleundervisning af privatlærere og guvernanter. Senere gik Prinsesse Sibylla på Gymnasium Alexandrinum i Coburg og derefter på Kunstgewerbeschule i Weimar.

### Ægteskab
I november 1931 var Prinsesse Sibylla i London som en af brudepigerne ved sin kusine Lady May Abel Smiths bryllup. En af de andre brudepiger ved brylluppet var Sibyllas halvkusine Prinsesse Ingrid af Sverige (den senere Dronning Ingrid af Danmark), der ved denne lejlighed introducerede Prinsesse Sibylla for sin bror Arveprins Gustav Adolf af Sverige, som havde ledsaget sin søster. Den 16. juni 1932 blev Prinsesse Sibylla forlovet med Arveprins Gustav Adolf i Den Røde Salon på Schloss Calenberg nær Gotha. Hendes fremtidige ægtemand var den ældste søn af Kronprins Gustav Adolf af Sverige (den senere Kong Gustav 6. Adolf) og den britiske Prinsesse Margaret af Connaught. Han havde dermed udsigt til på et tidspunkt at blive konge af Sverige. Parret var halvfætter og halvkusine, da Prinsesse Sibyllas far og Arveprins Gustav Adolfs mor begge var børnebørn af dronning Victoria og prins Albert.
Brylluppet stod i Coburg i oktober samme år - kendt som "Sverigeåret", da man i samme år markerede 300-året for den store svenske kong Gustav 2. Adolfs død. Selvom monarkiet var afskaffet, blev brylluppet alligevel fejret som en officiel begivenhed i Coburg, med blandt andet militære hædersbevisninger og en offentlig kortege, da Det Tyske Riges rigspræsident Paul von Hindenburg havde beordret, at der ikke skulle spares på hædersbevisningerne. Da byen Coburg imidlertid allerede på dette tidspunkt var stærkt domineret af nazistpartiet, medførte de officielle hædersbevisninger, at bryllupsfestlighederne fik et nazistisk udtryk, hvilket gjorde et meget dårligt indtryk i Sverige.
Det borgerlige ægteskab fandt sted den 19. oktober i Hornzimmer i Veste Coburg, hvor giftefogeden var førsteborgmesteren, den nationalsocialistiske politiker Franz Schwede. I overværelse af over tres æresgæster fra de europæiske fyrstehuse fulgte kirkebrylluppet dagen efter i Sankt Moritz-kirken i Coburg. Brudgommens farfar, kong Gustav 5. af Sverige, var dog ikke til stede ved brylluppet for at protestere mod hertughusets forbindelser til NSDAP i Coburg. Brudeparret tog på bryllupsrejse til Italien, før de ankom til Stockholm den 25. november 1932. De blev modtaget på banegården af Sveriges statsminister Per Albin Hansson og den svenske kongefamilie.

### Senere liv

#### Første år i Sverige
Ved brylluppet blev Sibylla arveprinsesse af Sverige og hertuginde af Västerbotten. Allerede efter et par dage i Sverige begyndte Sibylla at repræsentere og fungerede som præmieoverrækker i en fægtekonkurrence, assisteret af prinsesse Ingrid. Sibylla delte Gustaf Adolfs interesse for spejderbevægelsen og friluftslivet, og parret havde en hytte på Ingarö og en i Storlienfjällen.
Prinseparret bosatte sig på Haga Slot på Norra Djurgården nord for Stockholm og fik i årene 1934–1943 fire døtre, Prinsesse Margaretha, Prinsesse Birgitta, Prinsessse Desirée og Prinsesse Christina - de såkaldte Haga-prinsesser - og i 1946 en søn og tronarving, Prins Carl Gustaf, den senere Kong Carl 16. Gustaf.
Sibylla blev mødt med mistillid fra mange sider i sit nye hjemland. Hun og hendes mand optrådte ofte i forskellige tysktalende foreninger i Sverige, men på dette tidspunkt blev alt tysk let mistænkt for at være nazistisk, hvilket betød, at parret hurtigt blev mistænkeligt i pressens og offentlighedens øjne. Tyskerhad blev også rettet mod hende. Hendes slægtninges påviselige tilknytning til nazismen gjorde hende også til et personligt mål for anti-nazistisk kritik. Sibylla havde også vanskeligheder med at lære det svenske sprog, hvilket også var med til at skabe afstand til offentligheden. Hun, der tidligere blev beskrevet som åbenhjertig og livlig, blev stadigt mere stille og reserveret. Hverken hun eller hendes mand havde et godt forhold til pressen og offentligheden, på trods af at i det mindste prinsessen forsøgte at bygge bro over kløfterne.

#### Enkestand
Den 26. januar 1947 omkom Arveprins Gustav Adolf i et flystyrt ved Kastrup lufthavn. Ved hans død blev prinsesse Sibylla enke med fem børn i alderen fra ni måneder til tolv år. Mens hun før var åbenhjertig og livlig, blev hun efter denne begivenhed mere og mere reserveret og tilbageholdende. Prinsesse Sibyllas søn prins Carl Gustaf var mindre end et år gammel, da han blev nummer to i arvefølgen til den svenske trone efter sin bedstefar, og han blev kronprins i en alder af bare fire år efter sin oldefars død i 1950.
I 1950 flyttede hun og familien fra Haga Slot til Stockholms Slot. Hun tilbragte sommermånederne i villaen Solliden på Øland. I løbet af denne tid opdagede den naturelskende Sibylla sin interesse for miljøspørgsmål. Prinsessen var en stærk støtte for kongen og forsøgte at bygge bro over uoverensstemmelser. Efter at dronning Louise døde i 1965 overtog prinsesse Sibylla den uofficielle position som rigets førstedame med mange repræsentative opgaver, da Sverige var uden en dronning, og hun var kronprinsens mor. I disse år, hvor hun havde en mere fremtrædende rolle, oplevede hun en noget større popularitet, efterhånden som hendes humor og selvironi blev mere kendt og værdsat.

#### Død og begravelse
Prinsesse Sibylla havde sin sidste offentlige optræden på sin svigerfar Kong Gustav 6. Adolf's 90-års fødselsdag. Hun døde 64 år gammel som følge af tarmkræft den 28. november 1972 i Stockholm, 25 år efter sin mands død. Hun døde et år før sin svigerfar, og Sibylla nåede dermed aldrig at se, at sønnen blev konge. Hun blev gravsat med sin mand på Kungliga begravningsplatsen i Hagaparken i Stockholm.

## Eftermæle
Den svenske fastfood-kæde Sibylla er opkaldt efter Prinsesse Sibylla.

## Børn
Arveprinsparret fik fem børn:
- Prinsesse Margaretha (f. 1934)
- Prinsesse Birgitta (f. 1937)
- Prinsesse Désirée (f. 1938)
- Prinsesse Christina (f. 1943)
- Kong Carl XVI Gustaf (f. 1946)